# 環境倫理学
環境倫理学（かんきょうりんりがく、英: environmental ethics）とは、地球環境問題に対して倫理学的観点から考察する学問である。環境倫理学の位置づけは、倫理学においては応用倫理学の1種、環境学にとっては関連分野の1つで、環境に関する行動の根拠となる考え方であり、実際の環境問題においてはその種類に応じて様々な位置づけがされている。

## 概要
現在のような「環境問題」という概念は比較的新しいものであり、それ以前は（現在もであるが）公害、自然破壊、汚染などの微妙に異なった概念が混在、更にそれ以前は各文化が有する世界観に基づいてさまざまな概念が存在していた。環境倫理も、思想家たちによって異なったものがいくつも生まれ、多様な世界観の中で環境に関連する考え方も環境倫理として扱われるようになった。
また、古来からの伝統的・宗教的な価値観に対しても環境倫理学的な考察が行われた。自然の事物や現象について考える自然哲学、それ以降西洋で産業革命を起点に発展してきた近代科学のあり方についても、同様に考察が行われた。
環境倫理学は、比較的古くから行われている自然保護運動において、自然と人間の関係が議論されたところから始まり、他の環境問題がクローズアップされるにつれてその議論も多様化した。「環境倫理学」という言葉が生まれたのは1970年代の欧米であり、このころから倫理学の中で環境倫理が論じられ始めた。
現在、一般的には環境教育を通して広まったエコロジー思想などが環境倫理にあたる。環境倫理学はより広範な議論と主義主張を扱い、環境倫理学の中では、エコロジーは環境に関する考え方の1つに過ぎない。

### 環境倫理学の三本柱
環境倫理学にはさまざまな主義主張が林立している。中にはお互いに対立する主張もあり、論理的な矛盾が生まれている。そのため、矛盾の無い主張を突き詰めて、基本的な考え方を主張するに至った。
環境倫理学は、加藤尚武『環境倫理学のすすめ』によれば以下の3つの大きな考え方（命題、主張などともされる）に整理される。現在のところ、この3つの考え方が「普遍的な環境倫理」である。3つの考え方に順序をつける場合もあるが、主義主張によって順序が異なるので、ここでは順不同とする。なお、この分類のほかに、鬼頭秀一は地域ごとの特性によった分類を各々設定すべきと主張する。
自然の生存権
人間だけでなく自然も生存の権利を持つ、人間は自然の生存を守る義務を持つ、といった考え方。「自然と人間の共生」という考え方にまとめることもできる。より強く権利を主張する自然の権利の考え方をある程度抑制したもので、行き過ぎた自然中心主義ではなくあくまで共存・共生を念頭に置き、公平な議論を目的とする。
世代間倫理
現在を生きている世代は、未来を生きる世代の生存可能性に対して責任があるという考え方。現在のように世代間に横たわる不均衡を調整する、という意味で「世代倫理論」「世代間調整」とも言う。深く論議していくと論理的矛盾も出てくるが、「現在世代の未来世代への責任」はある程度受け入れられている。現在を生きている人類が、環境問題の解決に当たって、先延ばしせず責任を持って行動するための根拠となる。
地球有限主義
他の目的よりも有限な地球環境を守ることを優先する、生態系や地球資源を軸に物事を考える、といった考え方。他の目的とは、快適な生活、経済的利益、健康、幸福など、人類にとっての利益を意味する。人類への利益の最優先ではなく、行き過ぎた地球環境の最優先でもなく、持続的に生態系や地球資源を利用していこうという主張。
これら3つの基本主張は、スケールの大きな環境問題（地球環境問題）において、対策をとる根拠となる。より小さなスケールの、地域的な公害などでは、この考え方をそのまま取り入れることは難しい。
ひとりひとりの人間は、さまざまな事物に経済的価値、健康・快楽といった幸福などの、価値を認めている。それは各人間や人類全体が幸福に生きていくという目的につながる。この達成において、環境問題は足かせとなる。そこで、自然や資源に価値を認めてそれを守るという目的を見出し、2つの価値や目的を比較しながら考え行動していくことで、足かせを無くそうというのが「自然の生存権」や「地球有限主義」である。そして、これらを長期的視点で考えようというのが「世代間倫理」である。

## 環境倫理の変遷

### 環境思想と環境倫理の移り変わり

#### 環境思想の盛衰
自然を保護しようとする考え方は、太古の昔から世界各地に存在していた。それは自然に対する信仰や、信仰に基づく教えなどによるもので、その論理や実践方法は時代やコミュニティ（生活単位、人間の集団）によってさまざまであった。自然や事物にも霊や精神などが宿るというアニミズムの考え方がそうである。
例えば、草木や岩石などの自然物に神が宿ると考えてそれを傷つけないよう説く信仰があり、結果的に自然に極力手をつけないという人間の行動につながる一方で、人間の生存のための伐採や狩猟などを容認する教えがあり、必要以上の自然破壊が行われることもあった。そして、その時代においても自然破壊などによってそのコミュニティが害を被ったり、壊滅したりすることが無かった訳ではない。しかし、それは自然の淘汰にとどまるもので、規模は大きくなかった。
そのため、他方では自然を征服して自分たちの安全や幸福を得ようという考え方や信仰も存在していた。これも論理や実践方法はさまざまであった。この考え方の中で特記されるべきなのが、旧約聖書の流れを汲むキリスト教の自然観である。創世記の記述にある「産めよ、増えよ、地に満ちて地を従わせよ。海の魚、空の鳥、地の上を這う生き物を全て支配せよ」といった記述に代表されるように、人類とその子孫の繁栄や人類の自然に対する支配を説く教えがある。
西洋文化は近代科学に最も大きな影響を与えたほか、産業革命以降の社会変革をはじめとして現代の多くのシステムの基本となっている。人間活動の環境負荷が小さく人間の生存に関わるさまざまなリスク（危険）が多かった時代には、西洋文化における自然を征服する思想は有用だったとされるが、このキリスト教的自然観が環境問題を助長したとする主張がある。例えばリン・ホワイトは、キリスト教が「人と自然の二元論をうちたてただけではなく、人が自分のために自然を搾取することが神の意志であると主張した」と述べている。
一方で、旧約聖書は人類の自然に対する支配だけではなく責任ある管理を説いているという反論が、L・ウィルキンソンやH・モンティフィオーリなどによって成されている。宗教や信仰における自然観と環境問題の関係性については、論争の途上にあり有力な結論は出ていないと考えられている。

#### 環境倫理の芽生え
ただ、中世以降、西洋文化が近代科学や産業革命以降の社会変革を発展させて世界に広め、現代でも多くの政治・経済・社会のシステムを主導していると考える見方は多い。また、これを原因として人類は繁栄を迎えた一方、環境問題は規模が増大し複雑化してきた。
現代の環境破壊が古代の環境破壊と異なるのは、その規模が桁違いに大きいこと、人類が地球のほとんどの生命を破滅させうるほどの技術や能力を持ったこと、環境破壊の原因も種類も多様化したことなどが挙げられる。人類の繁栄とそれに伴う環境破壊の進展に時を同じくして、環境倫理の思想も発展してきた。
西洋を中心に環境破壊に対する恐れや反省が芽生え、19世紀には自然保護思想が生まれて自然保護活動が始まった。現存するナショナル・トラストやシエラクラブなどの環境保護団体もこのころから成立し始めた。これまでも自然を尊重し愛護するような自然観は存在してきたが、環境破壊への反動として自然保護思想が現れてきたのはこのころであると考えられている。そして、環境倫理の思想がいくつか生まれ、発展・開発重視の思想との対立、環境保護思想同士の対立により、論争も始まった。
環境倫理学では近年まで長くテーマとされてきた人間中心主義と非人間中心主義の対立もその1つであった。この論争のうち最古のものの1つとして、ヘッチヘッチ峡谷 (Hetch Hetchy Valley) のダム建設をめぐる論争が挙げられる。ヘッチヘッチ峡谷はヨセミテ国立公園内にあり美しい地形や景観を有する一方、水不足に悩むサンフランシスコの水源確保のためにダムが必要とされ、自然保護派とダム建設派の間で対立が生じた。この中で、ともに自然保護に従事してきた2人の人物が保護派と建設派に分かれて対立するという事態が起きた。ピンショー (Gifford Pinchot) が「短期的な少数のための利益ではなく、多数のための利益を目的に開発を行う」とあくまで人間の利益を確保した上で自然を「保全」するという人間中心主義寄りの主張を掲げる一方、ミューア (John Muir) はロマン主義やキリスト教的な自然観を重視してあるがままの状態での「保存」という自然中心主義寄りの主張を掲げた。この対立は結局政治決着によりダムは建設されることになったが、これ以降も「保全」寄りの環境保護が政策として重視される傾向にあった。

### 環境倫理学の誕生と変遷
「保全」と「保存」の対立や論争は以降も継続した。第二次世界大戦後には、「土地倫理」の著者レオポルドや、「保存」はディープエコロジー、「保全」がシャローエコロジーとして批判したネスらの主張が広まると同時に、人間視線の倫理ではなくそれ以外の視線を取り入れた"Envilonmental ethics"（=環境倫理、環境倫理学）という言葉が生まれる。
環境倫理の論点は他にもあった。レイチェル・カーソンが自著『沈黙の春』の中で指摘したDDTなどの化学物質による汚染や生物濃縮の問題は、自国アメリカを中心に世界中の環境運動に影響を与えた。歴史学者であったリン・ホワイトは、カーソンの主張などに影響を受けて著した『生態学的危機の歴史的起源』（1967年）の中で、キリスト教的自然観が環境破壊の原因になったのではないかと指摘し、信徒や宗教家から反発を受けた。宗教家らはアッシジのフランチェスコの考え方や環境管理精神 (environmental stewardship) などを持ち出して反論し、結果的に宗教観と環境倫理の関係を問い直すきっかけとなった。ハーディンの『コモンズの悲劇』（1968年）は、環境問題の原理や解決手法に関する議論を巻き起こした。
こうしてさまざまな議論を経た環境倫理は、それまで主流だった自然保護が1970年代に環境主義主流へと移り変わった。これは、自然保護の最終的な目的が「人間のため」という人間中心主義の欠点を反省し、「自然そのもののため」という自然中心主義をいっそう強く目指そうとしたものだと考えられている。環境問題がテーマとなった初の国際会議である国連人間環境会議が開かれたのは1972年で、ちょうどこのころ環境問題が国際的な問題として扱われるようになったと考えられる。
しかし、『沈黙の春』の例をとれば、DDT禁止により汚染は抑えられたものの、マラリア予防が停滞したり化学物質全否定の考え方を助長したという負の側面もあった。近年でも、フロンガス禁止によりオゾン層破壊が抑制される一方で、代替フロンによる温室効果が指摘されたり、地球温暖化対策における責任をめぐって先進国と発展途上国の対立が生まれるなどしている。環境問題への対処における科学的・政策的な公平性の問題（社会的ジレンマ）、つまりは、環境の改善と健康・経済的状況・便利な生活・幸福などの利益が両立できないときにどうするのかということは、いまだに環境倫理学の課題とされている。
また、レオポルドの『土地倫理』やヘッチヘッチダム建設論争の中心人物2人らがネイティブアメリカンの思想などに影響を受けていた背景もあり、欧米では早くから環境問題、特に生物多様性の問題が文化の多様性と関連付けて論じられることが多かった。この議論では、伝統文化に基づいた生活に生物多様性をはじめとした環境問題の解決のためのヒントがあるということが主張された。日本でもそのような考え方は存在していたが、1970年代から1980年代以降に大きく広まった。

## 環境倫理学の詳細

### 倫理学としての環境倫理学の発展
メタ倫理学的に環境倫理の位置づけが行われると、いくつかの大きな論点が生まれた。
1つは自然が道具的価値だけを持つのか、それを越えた内在的価値を持つかどうかという議論であった。内在的価値とは、簡単に言えば「環境保護を考える上で考慮に入れる価値」を意味する。道具的価値は、人間にとっての経済的利益を生み出す価値=経済的価値とされることが多いが、経済的価値以外の価値（景観など）を含める場合もあり、そうすると内在的価値は限られてくる。そして、経済的価値以外の価値とはどのようなものか、道具的価値の範囲を広げても自然に内在的価値があるとすれば、その内在的価値とはどのようなものかという追求がなされた。また、道具的価値においても、立場においてその価値は異なるため、どのような価値を尊重すればよいかという議論が起こった。この議論は、なぜ人間は自然や環境を守り、環境倫理を守ろうとするのか、ということの考察につながる。

### 環境思想の分化
規範倫理学的には、第二次世界大戦後の論争を通じて、環境倫理の主張が細分化され、お互いに批判や洗練がなされてきた。その中で、環境倫理学とは基本的に、人間中心主義 (anthropocentrism) への反省や批判で始まり、非人間中心主義 (anti-anthropocentrism) に立って環境問題の解決を図るもの、とされることが一般的となった。ただ、その非人間中心主義もいくつかの相違によってさまざまな主義主張に分化した。
- 自然中心主義 (naturecentrism) - 人間とその他の自然は自然環境の中で共生しており、人間は自然を改変する際に節度を持たなければならないという考え方。
- 生命中心主義 (biocentrism) - 人間とその他の生物は、生態系の中でお互いに有機的な関係（食物連鎖など）をもつ共同体の構成員であるという考え方。構成員の中で人類だけが自己利益のために環境破壊を行っており、それに応じて人類は生態系全体に対する責任を持つとされる。自然中心主義よりも積極的・進歩的。
- 生態系中心主義または生態圏中心主義 (ecocentrism) - 生態系の中で人間もその他の生物もみな平等であり、それをかく乱するものは、生態系を元のあるべき状態に戻す義務を負うという考え方。生命中心主義よりも積極的・進歩的。
- 人間非中心主義 (anthropo anti-centrism) または弱い人間中心主義 (weak anthropocentrism) - 生態系・自然・生物のことを、判断し保護し責任を負い権利を保障するのはあくまで人間であり、ある部分では人間中心的な考えから脱することはできないという考え方。ある部分とは、例えば人類の生存に関わる究極の選択において、生態系と人類のどちらをとるかというときには人類をとらざるを得ない、という非人間中心主義の限界を示した。環境に配慮して人間中心主義をできるだけ抑制する立場。
- 環境主義 (environmentalism) - 自然はそれ自身のために存在し保存されるもので、人間にとっての損得を基準とするものではないとし、人間のほかの利益と同等に、あるいはそれよりも環境問題の解決を優先する考え方。1970年代ごろから台頭し、環境保護運動の中核をなす考え方。
- エコフェミニズム (ecofeminism) - 自然破壊と女性差別を結びつけ、フェミニズムをといりいれた環境保護運動。
- 菜食主義
  - 動物保護的観点 - 動物の権利を重視した
  - 環境保護的観点 - 環境保護を満遍なく考慮した
- ソーシャル・エコロジー - マレイ・ブクチンはアナキズム的な観点、ジャイムズ・オコンスナーは社会主義的な観点から提唱した。現在の資本主義などのような人間同士の社会的な関係という束縛を一旦取り除いて、エコロジー（環境問題解決）を重視した社会に再構築しようという考え。
- 生活環境主義 (living environmentalism) - 環境問題の解決過程で、そこに住む住民の生活を重視しながら解決を探ろうとする考え方。環境問題解決の手段に技術や公的制度を用いる「近代技術主義」と、自然や生態系の保全・保存を用いる「自然環境主義」を批判し、伝統的な生活スタイルを尊重したもの。
- 地球全体主義 - 地球有限主義をより強く厳密に主張する考え方。環境ファシズム (environmental fascism)と批判されることがある。
- エコロジー (ecology) - もともと生態学的な視点を環境問題に取り入れる考え方であるが、近年は「環境にやさしい」を意味する言葉に変質している。しばしば環境キャンペーンのキーワードとして用いられ、イデオロギー性が強いと指摘されている。[要出典]環境倫理としては最もよく知られている考え方だが、他の主義に比べて曖昧な立場をとっている。[要出典]
- 持続可能性 (sustainability) - 各種の人間活動が、環境問題や資源問題、その他の社会問題などをコントロールして長期的に持続できるかどうかを表す概念。

環境倫理の主流からは外れるが、以下のような考え方や運動も生まれてきた。
- 反消費主義 (anti-consumerism)、倫理的消費主義 (ethical consumerism) - ジャン・ボードリヤールの『消費社会の神話と構造』に代表されるような、消費社会への批判と反省から生まれた消費に対する態度。消費主義を真っ向から否定する反消費主義や、環境に配慮し節度ある消費を目指す倫理的消費主義などが生まれた。
- パーマカルチャー (permaculture) - 超長期的な持続可能性を、農業をはじめとした生活で追求するライフスタイル。
- LOHAS - 持続可能性に加えて健康などにも配慮したライフスタイル。

### 自然・動物の権利
また、このような主張の中で、自然や動物などに権利を持たせる考え方も生まれた。
- アルド・レオポルド「土地倫理」,1949年 - 人間による土地（ここでは大地・水・動植物などを含めた集合体を土地と呼ぶ）の支配という従来の考え方から、人間と土地を共同体の一員でありお互いに尊敬し合う共生関係にあるという考え方に転換し、土地を権利主体としても考えることができるようにするべきだという考え。ただ、レオポルトが考えた土地のあるべき状態は原生的な自然であり、それがすでに分からなくなってしまった土地ではこの考え方が適用できない。土地のあるべき状態が実は人間的な視点からしか判断できないため、倫理の対象にはできないのではないかという指摘があり、議論が起きた。
- クリストファー・ストーン「樹木の当事者適格」,1972年 - 人権尊重の対象が拡大してきた流れの中で、人類以外の自然にも権利が主張されるべきだとした。のちにその根拠として価値多元主義をとりいれた。ただ、自然物自身は権利を主張できないなど、技術論での批判が起きた。
- ピーター・シンガー「動物解放論」,1975年 - シンガーは功利主義の立場から、動物は苦痛を感じる能力に応じて、人間と同等の配慮を受けるべき存在であり、種が異なる事を根拠に差別を容認するのは種差別にあたるとした（感覚中心主義、sentientism）。
- アルベルト・シュヴァイツァー「生命への畏敬」 - 生命を持つものはお互いに生命を尊重し合うべきと考えた。当初は人間を念頭に置いていたが、他の生物も対象となり、生命中心主義へとつながった。ただし、「生命への畏敬」の中でシュヴァイツアーは「自然は生に対する畏敬の念を持たない」と述べ、自然界は共感能力の欠如した苦痛付与のメカニズムで成り立っており、自然界の法則は人間の普遍的な倫理法則と一致し得ないことも示唆している[3]。
- 動物の権利 - シンガーらの主張は、後に動物の権利を認める動きに変わり、人間同士での差別解消の延長として種差別の解消のために、人間による動物への搾取や残虐な扱いをやめるよう主張する思想へと変わった。
- 自然の権利 - 自然に対して、それを壊す開発などを行う事を防ぐ権利。開発に対する抵抗、自然保護などにおいて、法的な根拠や技術論として用いられる。「自然の生存権」という原則的な考え方から派生したもので、論理の飛躍も指摘されており、この論理が認められる範囲は限られることもある。
- 自然の生存権 - 生物、景観などの自然物に生存の権利があることを認識することで、人間中心主義的な考えから脱却し、環境問題の解決を見出そうという原則的な考え方。

### 地球有限主義・世代間倫理
一方、人間中心主義に並んでフロンティア倫理も環境問題の原因と分析する見方があった。この主張によれば、開発を永遠に続けることで人類の存続発展をめざすフロンティア倫理は現代ではすでに破綻しており、他の倫理に従う必要があるとされる。
この代替倫理として、ハーディンらは救命ボート倫理（1974年）、フラーやフレチェットらは宇宙船地球号（1963年、のちの宇宙船倫理）を提唱した。ハーディンらは人類の将来にわたる生存のためには、最後まで平等を突き通して環境破壊で共倒れになるよりも、先進国が途上国に対して行う援助を部分否定して犠牲を払うほうが良いと主張したが、激しい批判を受けた。フラーらは、限られた地球のなかで人間と自然や資源などがバランスをとっていく必要があると主張したが、実行の点では難があり、差し迫った環境問題の解決には救命ボート倫理のほうがうまくいくと批判された。
政策の実現性では救命ボート倫理、人道的観点では宇宙船倫理がそれぞれ勝る。また、先進国は救命ボート倫理、発展途上国は宇宙船倫理のほうがそれぞれ得をする。2つは対立した考えだが、宇宙船倫理の基本部分である地球有限主義は、救命ボート倫理の支持者を含め、倫理的には広く受け入れられるようになった。
また、フレチェットやワグナーはこれに並んで世代間倫理というものを提唱した。しかし、これも宇宙船倫理と同様、倫理的にはもっともな事に思えるが実効性が乏しく、批判と修正を経ていくつかの問題点が現れた。この倫理に政策として忠実に則るのは不可能に近いが、倫理的には理想とされるようになった。
一方で、非人間中心主義の限界も露呈してきた。「人間中心主義からの脱却」という主張は、近年のエコロジーなどの環境キャンペーンにもよく見られるように、しばしばメッセージ性が強くなり、イデオロギー的になりやすい。また、自然や生物の権利や人間が自然に対して持つ義務、自然や生態系のあるべき姿などの基準が実は曖昧で、生物間での偏りを無くすことが難しいという問題も未だに解決されていないとの指摘がある。